# Uroobovella bucovinensis
Uroobovella bucovinensis es una especie de arácnido del orden Mesostigmata de la familia Urodinychidae.

## Distribución geográfica
Se encuentra en Rumania.